# 크러스트

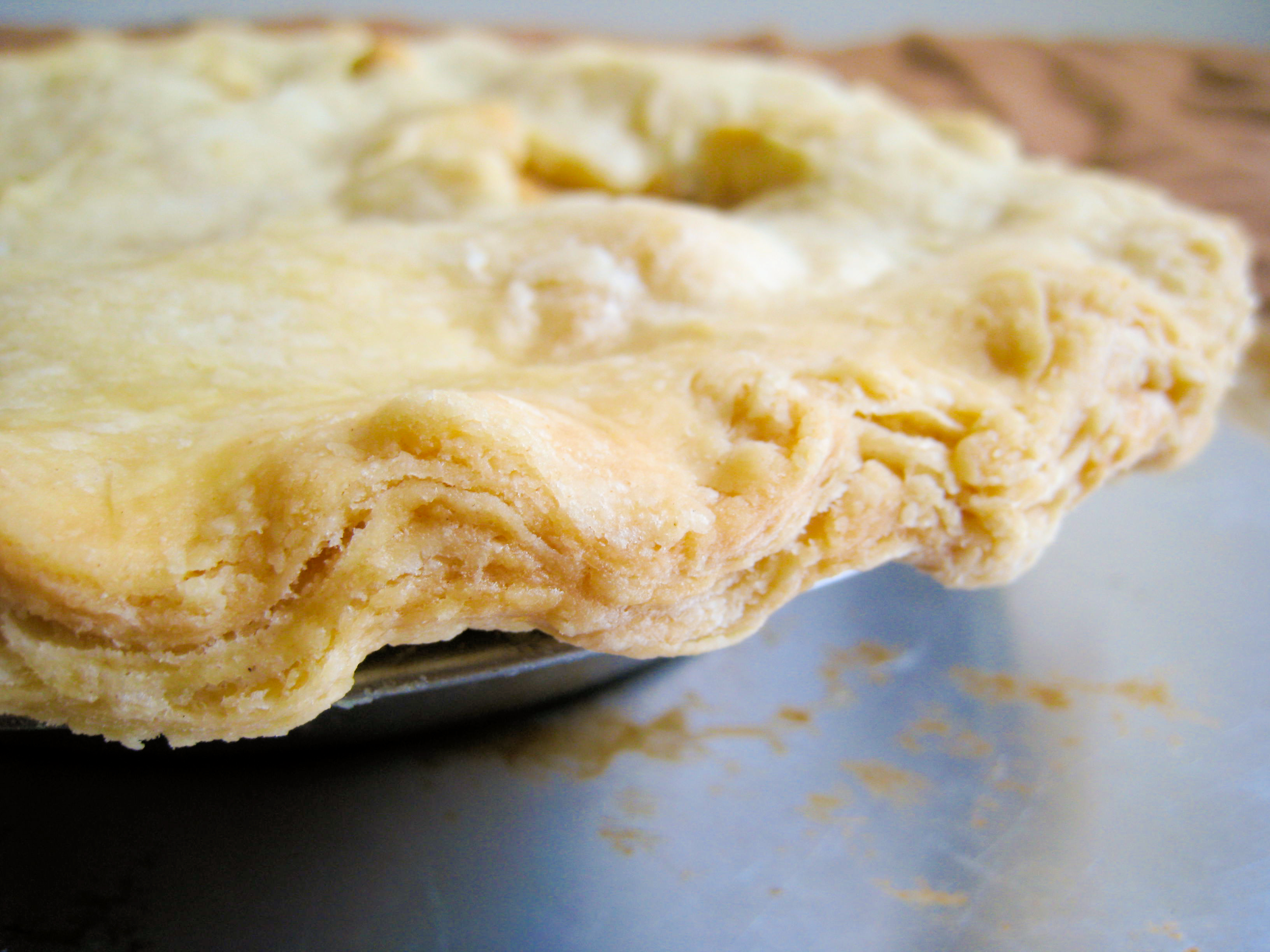
파이 크러스트

크러스트(영어: crust)는 파이나 빵의 바삭바삭한 겉껍질이다. 쇼트닝이나 버터 등 지방, 물, 밀가루, 소금 등으로 만들며, 그 외에 우유, 달걀, 설탕 등을 넣어 만들기도 한다. 굽기 전에 달걀물이나 우유를 발라 색을 내기도 한다.

## 같이 보기
- 크루스타드